# Mark McCormack
Mark Hume McCormack (ur. 6 listopada 1930 w Chicago, zm. 16 maja 2003 w Nowym Jorku) – amerykański przedsiębiorca, prawnik, pionier marketingu sportowego. Założył przedsiębiorstwo International Management Group (potem znaną pod skróconą firmą IMG) i przez wiele lat nim kierował, współpracując przede wszystkim z wybitnymi tenisistami i golfistami.

## Życiorys
Był synem Neda McCormacka, wydawcy chicagowskiego. Uczęszczał do College of William & Mary w Williamsburgu (Wirginia), a po ukończeniu tej szkoły (1951) odbył studia prawnicze na Uniwersytecie Yale (Yale Law School, dyplom w 1954). Pracę w zawodzie prawnika McCormack podjął po odbyciu służby wojskowej; praktykował w przedsiębiorstwie Arter and Hadden w Cleveland.
W dzieciństwie McCormack był ranny w wypadku samochodowym; za radą lekarzy unikał sportów kontaktowych (zwłaszcza futbolu amerykańskiego), grając głównie w golfa w towarzystwie ojca oraz ojca chrzestnego, poety Carla Sandburga. Doszedł do poziomu niezłego gracza krajowego, był w reprezentacji golfowej swojej szkoły średniej, a w 1958 zakwalifikował się do turnieju US Open; występ w imprezie, mającej charakter wielkoszlemowy, zakończył jednak bez sukcesu (nie przeszedł etapu cut). Startował także w innych turniejach w USA i Wielkiej Brytanii.
Po rozpoczęciu pracy zawodowej dostrzegł możliwości marketingowe związane ze sportem w dobie telewizyjnej i wkrótce założył w tym celu własną działalność gospodarczą pod firmą International Management Group. W 1959 zaproponował swoje usługi golfiście Arnoldowi Palmerowi, zawierając z nim umowę na reprezentowanie interesów w sporcie profesjonalnym. Niebawem do grona klientów McCormacka dołączyli dwaj inni wybitni golfiści – Gary Player i Jack Nicklaus. W 1968 McCormack rozszerzył swoje zainteresowanie o tenis i zawarł kontrakt z Australijczykiem Rodem Laverem. Z czasem otoczył opieką menedżerską przedstawicieli innych dyscyplin.
Przedsiębiorstwo McCormacka zajmowało się głównie kontraktami sponsorskimi dla gwiazd, negocjowaniem wysokości nagród z organizatorami zawodów sportowych, ustalaniem kalendarza startów, inwestowaniem zarobionych pieniędzy. Szczególne znaczenie miały prawa do transmisji telewizyjnych, którymi zajmowała się wyspecjalizowana jednostka International Management Group – Trans World International. McCormack, pełniący w IMG funkcje prezydenta i CEO, doprowadził przedsiębiorstwo do wiodącej pozycji na świecie w dziedzinie marketingu sportowego, z przeszło 80 oddziałami w 32 państwach i ponad dwoma tysiącami pracowników. Wyrazem rozwoju tej dziedziny, w czym McCormack miał swój znaczący udział, jest zmieniająca się wysokość negocjowanych przez niego kontraktów – od 5 tysięcy dolarów rocznie dla Arnolda Palmera z Wilson Sporting Goods na początku lat 60., po umowy w wysokości 100 milionów dolarów rocznie dla Tigera Woodsa z Nike na przełomie XX i XXI wieku. Zmieniała się nie tylko wysokość kontraktów, ale i styl pracy; w pierwszych latach działalności McCormack nie podpisywał umów na piśmie, a wystarczało symboliczne uściśnięcie dłoni kontrahenta.
W miarę rozwoju przedsiębiorstwo International Management Group prowadziło interesy takich gwiazd sportu, jak tenisiści Björn Borg, John McEnroe, Ivan Lendl, Martina Navrátilová, Chris Evert, Pete Sampras, Andre Agassi, Tim Henman, Jennifer Capriati, Venus i Serena Williams, narciarz alpejczyk Jean-Claude Killy, lekkoatleci Sebastian Coe, Bill Rodgers, Mary Decker Slaney, baseballiści Jim Rice i Derek Jeter, futboliści Herschel Walker i Joe Montana, golfiści Eldrick „Tiger” Woods, Martín García, Colin Montgomerie, Nancy Lopez, kierowca Formuły 1 Michael Schumacher, koszykarz Charles Barkley, hokeiści Jaromír Jágr i Siergiej Fiodorow. Z wieloma z nich McCormack przyjaźnił się i utrzymywał osobiste kontakty (m.in. z Palmerem i Killym), a także w środowisku sportowym znalazł żonę. Została nią tenisistka Betsy Nagelsen, uznana deblistka, dwukrotna mistrzyni Australian Open w grze podwójnej i finalistka tego turnieju w grze pojedynczej.
Działania przedsiębiorstwa McCormacka wybiegały również poza sport. Amerykanin był menedżerem aktorek i modelek (Kate Moss, Elizabeth Hurley, Liz Taylor) oraz muzyków (Itzhak Perlman, Kiri Te Kanawa), współpracował z Fundacją Noblowską, Centrum Kosmicznym Johna F. Kennedy’ego, Instytutem Smithsona, wspierał globalne projekty światowych liderów formatu Margaret Thatcher i Michaiła Gorbaczowa. W świecie sportowym International Management Group inicjowało liczne imprezy, na przykład turniej World Match Play Championship. Inicjatywą McCormacka był ponadto światowy ranking golfowy, którego zalążek zaprezentował w cyklicznym wydawnictwie The World of Professional Golf w 1968; ranking ten uwzględniał wyniki uzyskiwane w najważniejszych cyklach rozgrywek golfowych na całym świecie na przestrzeni ostatnich trzech lat i w 1985 został oficjalnie przyjęty przez światową federację, zaś McCormackowi powierzono przewodnictwo komitetu ds. rankingu.
McCormack był autorem szeregu publikacji o biznesie, między innymi What They Don’t Teach You at Harvard Business School: Notes From A Street-Smart Executive (1984), What They Still Don’t Teach You at Harvard Business School (1989), Never Wrestle with a Pig: and Ninety Other Ideas to Build Your Business and Career (2002). Kilka z jego książek ukazało się również w Polsce.
Razem z żoną ufundował McCormack-Nagelsen Tennis Center przy swojej dawnej szkole College of William nad Mary; centrum to jest gospodarzem kobiecych akademickich rozgrywek tenisowych w USA. Nazwisko McCormacka, zmarłego w maju 2003 po problemach z sercem, wpisano pośmiertnie do światowych galerii sław zarówno golfa (2006), jak i tenisa (2008). Jeszcze za życia określano go najpotężniejszym człowiekiem w tenisie („Tennis Magazine”), golfie („Golf Digest”), a nawet w całym światowym sporcie („Sports Illustrated”, 1990). W roku 2004 nakręcono film „Wimbledon” z Kirsten Dunst w roli głównej, który to zadedykowano pamięci Marka McCormacka